# Unidad del Cuerpo Nacional de Policía Adscrita a la Comunidad Autónoma de Galicia
La Unidad de Policía Adscrita de Galicia, UPA Galicia es una unidad de la Policía Nacional adscrita a la comunidad autónoma de Galicia (España). No es por lo tanto una policía autonómica tal como son los casos de los Mozos de Escuadra, la Ertzaintza, la Policía Foral de Navarra o la Policía Canaria.
La Jefatura de la Unidad se encuentra en Santiago de Compostela, y cuenta con comisarías en las ciudades de Vigo, La Coruña, Lugo, Orense y Pontevedra.
Depende orgánicamente de la Dirección General de la Policía del Ministerio del Interior y funcionalmente de la Dirección General de Emergencias e Interior de la Junta de Galicia, según las previsiones del artículo 27.25 del Estatuto de Autonomía de Galicia. Su Jefatura está en Santiago de Compostela.
Cuando fue creada, el 19 de junio de 1991, disponía de unos 300 agentes, siendo 407 en 2006. Los planes de la Junta en 2004 consistían en que el número de agentes llegara a 500 antes de 2007, la mitad de los cuales se ocuparía de funciones de vigilancia del tráfico.
Sin embargo, y aún tras la aprobación de la Ley de Policías de Galicia, el desarrollo y conversión de esta unidad adscrita en una policía autonómica como tal no ha tenido lugar, manteniéndose la actual estructura organizativa como unidad adscrita.